# Mazda CX-80
Mazda CX-80 — среднеразмерный кроссовер, выпускаемый японской автомобильной компанией Mazda с 2024 года.

## Описание
Автомобиль Mazda CX-80, представленный 18 апреля 2024 года, стал флагманом CX-серии Mazda в Европе, аналогом которого в США является CX-90. Дизайн автомобиля выполнен в соответствии с современным корпоративным стилем Mazda, включая компактные фары и крупную радиаторную решетку. Отличительной чертой дизайна является вытянутый капот, который обусловлен необходимостью размещения длинного 6-цилиндрового двигателя на заднеприводной платформе. Производитель анонсировал также версию с полным приводом. Mazda CX-80 оснащён качественной отделкой, современной мультимедийной системой и передовыми технологиями помощи водителю. Доступны варианты с дизельным двигателем мощностью 254 л.с. и гибридной версией мощностью 327 л.с.